# Isla Capitán Aracena
Die Isla Capitán Aracena (kurz Isla Cap Aracena oder Isla Aracena) ist eine Insel im Süden Chiles. Die Insel bildet einen Teil der Südküste der Magellanstraße. Sie ist von Westen, vom Pazifischen Ozean die vierte, vom Osten vom Atlantischen Ozean, die dritte der Patagonien gegenüberliegenden, die Meerenge bildenden Inseln. Der Canal Cockburn und der Canal Magdalena trennen die Insel vom südlich beziehungsweise südöstlich gelegenen Feuerland. Die Küstenlinie ist durch Fjorde stark gegliedert.
Die unbewohnte Insel gehört wie benachbarte Inseln zum Stadtgebiet von Punta Arenas.